# Cerambyx carinatus
Cerambyx carinatus är en skalbaggsart som först beskrevs av Küster 1845.  Cerambyx carinatus ingår i släktet ekbockar, och familjen långhorningar. Inga underarter finns listade.

## Bildgalleri

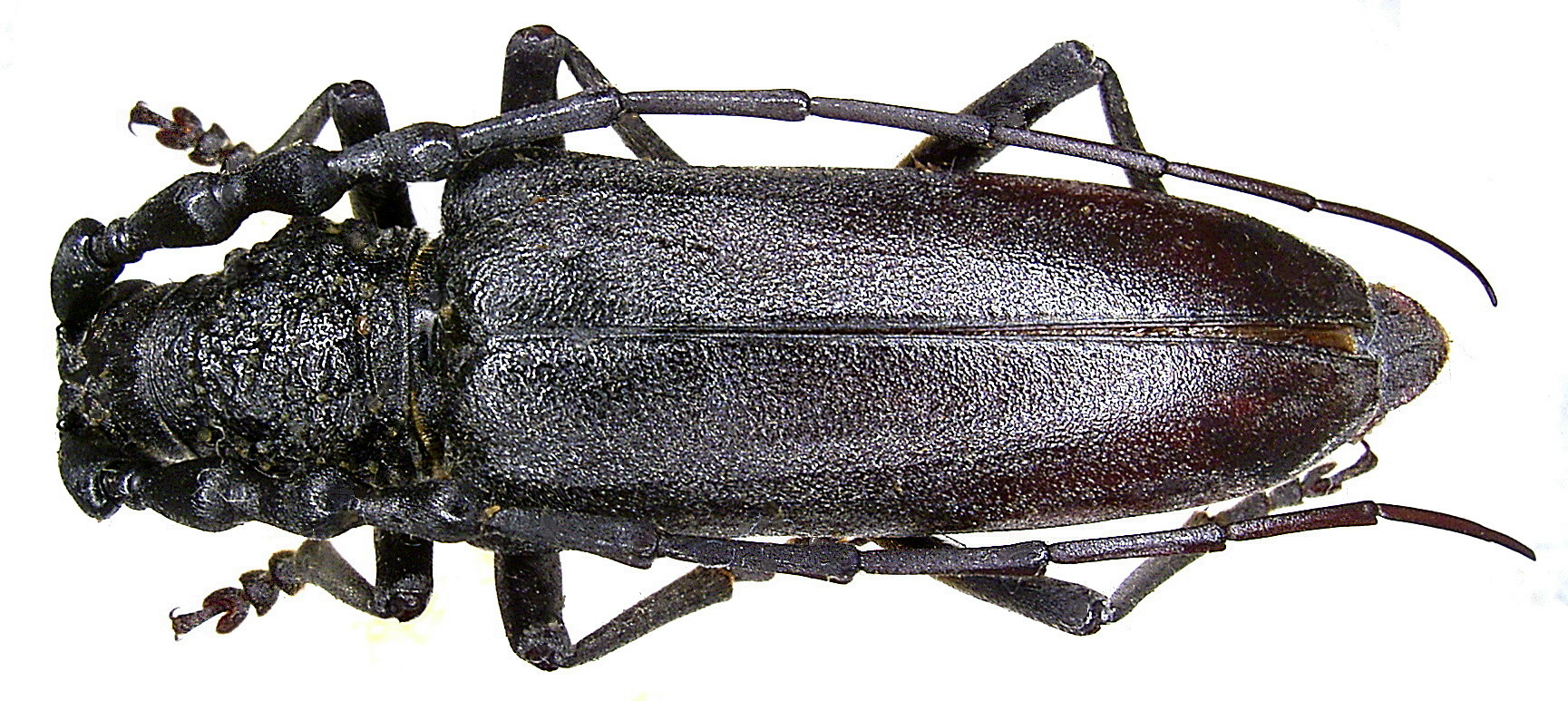